# Kulwaru
Kulwaru is een bestuurslaag in het regentschap Kulon Progo van de provincie Jogjakarta, Indonesië. Kulwaru telt 2549 inwoners (volkstelling 2010).